# Långsjön (Gagnefs socken, Dalarna)
Långsjön är en sjö i Gagnefs kommun i Dalarna och ingår i Dalälvens huvudavrinningsområde. Sjön har en area på 0,206 kvadratkilometer och ligger 203,3 meter över havet.

## Delavrinningsområde
Långsjön ingår i det delavrinningsområde (670808-145065) som SMHI kallar för Ovan VDRID = Tansån i Västerdalälvens vattendrags*. Medelhöjden är 217 meter över havet och ytan är 5,13 kvadratkilometer. Räknas de 797 avrinningsområdena uppströms in blir den ackumulerade arean 8 419,62 kvadratkilometer. Västerdalälven som avvattnar avrinningsområdet har biflödesordning 2, vilket innebär att vattnet flödar genom totalt 2 vattendrag innan det når havet efter 253 kilometer. Avrinningsområdet består mestadels av skog (82 procent). Avrinningsområdet har 0,23 kvadratkilometer vattenytor vilket ger det en sjöprocent på 4,4 procent.